# Claudio Pappalardo
Claudio Pappalardo ist ein italienischer Theaterregisseur und Kurzfilmregisseur.
Pappalardo trat in erster Linie als Theaterregisseur in Erscheinung; so inszenierte er u. a. „Apocalypse wow“ in Jesolo 2000 oder „Dalla vaselina alla sabbia“ 2005, beide mit Luca Klobas.
Daneben drehte Pappalardo Kurzfilme wie die Videowerke Ferdinandea, isola pensante aus dem Jahr 2001 mit Melania Giglio, den digitalen 60-Minüter „Fra' Giordano Bruno redivivo“ nach Gaetano delle Santi sowie 1993 den zwei Jahre später erstaufgeführten soziologischen Fantasyfilm Favola contaminata, der kaum Kinoeinsätze erhielt, in Fachkreisen jedoch gelobt wurde.